# Austin Wrinkle
Austin Wrinkle (* 1971) ist ein US-amerikanischer Perkussionist und Komponist.

## Leben
Wrinkle studierte am California Institute of the Arts (Bachelor 1997, Master 1999). Seine Perkussionslehrer waren John Bergamo und der indische Tablameister Swapan Chaudhuri. Weiterführend studierte er südindische Perkussion bei Poovalur Sriji, persische Musik bei Houman Pourmehdi, Orchesterperkussion bei David Johnson, westafrikanische Perkussion bei Bruce Becker und Jazzschlagzeug bei Joe LaBarbera. Er unterrichtet Perkussion an der The Thacher School  in Ojai.
Er war Gründungsmitglied von Bergamos Perkussionsgruppe Hands On'Semble (2002 und 2003 Gewinner des Reader’s Poll Award des Magazins Drum!), mit der er bei Festivals und an Musikschulen in Nord- und Südamerika, Europa und Asien auftrat und u. a. an den Soundtracks der Filme Prince of Persia: Der Sand der Zeit und Cowboys & Aliens mitwirkte und mehrere Alben aufnahm. Weiterhin ist Wrinkle Gründungsmitglied der Jazzrock-Band PLOTZ!, deren Album Extraordinary Renditions mehrere Preise erhielt. 
Außerdem arbeitete er u. a. mit der Gruppe Hindugrass, dem Lian Ensemble, Adam Rudolphs Organic Orchestra, Jonathan McEuen, Dave Cipriani, Surge Du Monde und Moss Man zusammen. Seine Komposition Wart Hog #3 wurde auf der CD CalArts; Essencia Performance and Composition 1997 veröffentlicht und gehört zum Standardrepertoire moderner Perkussionsensembles.